# Самораново
Самора́ново (болг. Самораново) — село в Кюстендильській області Болгарії. Входить до складу общини Дупниця.

## Населення
За даними перепису населення 2011 року у селі проживали 1752 особи.
Національний склад населення села:
| Національність   | Кількість осіб | Відсоток |
| ---------------- | -------------- | -------- |
| болгари          | 1655           | 99,3%    |
| роми             | 9              | 0,5%     |
| турки            | 0              | 0%       |
| Всього відповіли | 1667           |          |

Розподіл населення за віком у 2011 році:
Динаміка населення: